# Stochastische Integration
Die Theorie der stochastischen Integration befasst sich mit Integralen und Differentialgleichungen in der Stochastik. Sie verallgemeinert die Integralbegriffe von Henri Léon Lebesgue und Thomas Jean Stieltjes auf eine breitere Menge von Integratoren. Es sind stochastische Prozesse mit unendlicher Variation, insbesondere der Wiener-Prozess, als Integratoren zugelassen. Die Theorie der stochastischen Integration stellt dabei die Grundlage der stochastischen Analysis dar, deren Anwendungen sich zumeist mit der Untersuchung stochastischer Differentialgleichungen beschäftigen.

## Geschichte
Schon Norbert Wiener untersuchte Integrale von deterministischen Integranden {\displaystyle f(t)} bezüglich der brownschen Bewegung der Form
{\displaystyle \int f(t)\mathrm {d} _{t}X(t,\omega )}
und mehrdimensionale stochastische Integrale dieser Form. Itō Kiyoshi verallgemeinerte diese Resultate und die moderne Theorie der stochastischen Integration baut im Wesentlichen auf seiner Arbeit auf. 2000 wurde ein versiegelter Umschlag von Wolfgang Döblin aus dem Jahre 1940 geöffnet. Darin befanden sich Resultate über die stochastische Integration, die er Itō Kiyoshi vorwegnahm. Döblin verstarb allerdings im selben Jahr, weshalb die Arbeit unentdeckt blieb.

## Stochastische Integration
Es existieren verschiedene stochastische Integralbegriffe.
Generell muss, um klassische stochastische Integrale zu konstruieren (Wiener, Itō, Stratonowitsch), der Integrand {\displaystyle X} gewisse Kriterien der Messbarkeit und Integrierbarkeit erfüllen. Sei hier {\displaystyle {\mathcal {M}}_{0,\operatorname {loc} }^{c}} der Raum der {\displaystyle {\mathcal {F}}_{t}}-adaptierten, stetigen lokalen Martingale {\displaystyle M=(M_{t})_{t\geq 0}} mit {\displaystyle M_{0}=0}. Für {\displaystyle M\in {\mathcal {M}}_{0,\operatorname {loc} }^{c}} mit {\displaystyle \mathbb {E} [\langle M\rangle _{\infty }]<\infty } definiert man den L2-Hilbert-Raum der Äquivalenzklassen von {\displaystyle {\mathcal {L}}([0,\infty )\times \Omega ,{\mathcal {B}}([0,\infty ))\otimes {\mathcal {F}}_{\infty },\mu _{M})}, wobei {\displaystyle \mu _{M}} für {\displaystyle \Xi \in {\mathcal {B}}([0,\infty ))\otimes {\mathcal {F}}_{\infty }} durch
{\displaystyle \mu _{M}(\Xi )=\mathbb {E} \left[\int _{0}^{\infty }1_{\Xi }(s,\omega )\mathrm {d} \langle M\rangle _{s}(\omega )\right]}
definiert ist (die Norm wird durch {\displaystyle \mu _{M}} induziert). Die richtige Wahl der Integranden sind die {\displaystyle L^{2}(\mu _{M})}-integrierbaren progressiv-messbaren {\displaystyle X}. Möchte man allgemeiner gegen nicht-stetige Semimartingale integrieren, dann muss man die Klasse der Integranden auf vorhersagbare Prozesse beschränken.

### Integralbegriff nach Wiener
Sei {\displaystyle C} der klassische Wiener-Raum mit dem Wiener-Maß {\displaystyle \mu _{W}}. Sei {\displaystyle F\colon C\to \mathbb {R} } ein Funktional auf {\displaystyle C}, dann nennt man das Integral
{\displaystyle \int _{C}F(\omega )\mathrm {d} \mu _{W}(\omega )}
Wiener-Integral. Allgemein werden Integrale einer deterministischen Funktion bezüglich eines Wiener-Prozesses so bezeichnet. Der Satz von Cameron-Martin beschäftigt sich in seiner ursprünglichen Form mit diesem Integral.

### Integralbegriffe nach Itō und Stratonowitsch

#### Itō-Integral
Das Itō-Integral ist zunächst für Semimartingale {\displaystyle Y} und für elementare vorhersagbare Prozesse definiert, d. h. für (an eine Filtration {\displaystyle ({\mathcal {F}}_{t})_{t}} adaptierte) stochastische Prozesse {\displaystyle H} der Form
{\displaystyle H_{t}=h_{0}1_{\{0\}}(t)+\sum \limits _{i=0}^{n-1}h_{i}1_{(t_{i},t_{i+1}]}(t),\quad 0=t_{0}<\dots <t_{n},\quad n\in \mathbb {N} ,\quad h_{i}{\text{ }}{\mathcal {F}}_{t_{i}}{\text{-messbar}},}
durch
{\displaystyle I_{Y}(H):=\sum \limits _{i=0}^{n-1}h_{i}\left(Y_{t_{i}}-Y_{t_{i+1}}\right)}
Die elementaren Prozesse können alternativ auch allgemeiner mit Stoppzeiten anstelle von deterministischen Zeitpunkten {\displaystyle t_{i}} definiert werden.
Sei {\displaystyle \mathbf {L} } der Raum der adaptierten Càglàd-Prozesse und {\displaystyle \mathbf {S} } der Raum der elementaren vorhersagbaren Prozesse. Wir nennen die Topologie, welche durch die gleichmäßige Konvergenz auf kompakten Mengen in Wahrscheinlichkeit erzeugt wird, die UCP-Topologie (UCP für englisch uniformly on compact in probability). Man kann nun zeigen, dass {\displaystyle \mathbf {S} } in der UCP-Topologie dicht in {\displaystyle \mathbf {L} } liegt. Damit lässt sich das stochastische Integral (als lineare Abbildung {\displaystyle H\longmapsto I_{Y}(H)}) auf {\displaystyle \mathbf {L} } fortsetzen. Konkret: Das Ito-Integral eines Prozesses {\displaystyle X\in \mathbf {L} } ist also definiert als der Grenzwert
{\displaystyle \int _{0}^{t}X_{s}\mathrm {d} Y_{s}:=\int _{0}^{t}X_{s}^{(n)}\mathrm {d} Y_{s}\quad {\text{in UCP}}}
für jede Folge von Prozessen {\displaystyle (X^{(n)})_{n}\subseteq \mathbf {S} }, die gegen {\displaystyle X} konvergieren (bzgl. der UCP-Topologie). Die Definition ist in der Tat unabhängig von der gewählten Folge.
In der allgemeinsten Formulierung werden als Integratoren Semimartingale {\displaystyle Y} und als Integranden vorhersagbare Prozesse {\displaystyle X} zugelassen (die zusätzlich gewisse Integrierbarkeitsbedingungen erfüllen). Sind die Integratoren {\displaystyle Y} zusätzlich stetig, genügt es für die Integranden {\displaystyle X} progressiv-messbar (und in {\displaystyle L(Y)}) zu sein.
Als Folge der (abstrakten) Konstruktion des Integrals erhält man folgenden anschaulicheren Zusammenhang:
Seien {\displaystyle Y} ein Semimartingal und {\displaystyle X} ein adaptierter Càdlàg- oder Càglàd-Prozess. Dann gilt für jede Folge reeller Zahlen {\displaystyle \left(T_{n}\right)_{n}} mit {\displaystyle \lim _{n\to \infty }T_{n}=\infty } und für jede Folge {\displaystyle \left(\pi _{n}\right)_{n}} von Partitionen des Intervalls {\displaystyle [0,T_{n}]} mit {\displaystyle \lim _{n\to \infty }\sup _{k}|t_{k+1}^{n}-t_{k}^{n}|=0} die Konvergenz
{\displaystyle \sup _{t\in [0,T]}{\Big |}\int _{0}^{t}X_{s-}\,\mathrm {d} Y_{s}-\sum _{i}X_{t_{i}^{n}}(Y_{t_{i+1}^{n}\land t}-Y_{t_{i}^{n}\land t}){\Big |}\xrightarrow {n\to \infty } 0}
in Wahrscheinlichkeit {\displaystyle \forall \,T>0}, wobei {\displaystyle X_{s-}=\lim _{u\to s,u<s}X_{u}} (die linkstetige Version von {\displaystyle X}) und {\displaystyle t\land s=\min(t,s)}. Dies lässt sich auch kompakter schreiben als
{\displaystyle \lim _{n\to \infty }\sum _{i}X_{t_{i}^{n}}(Y_{t_{i+1}^{n}\land t}-Y_{t_{i}^{n}\land t})=\int _{0}^{t}X_{s-}\,\mathrm {d} Y_{s}\quad {\text{in UCP}}}
Die Aussage gilt sogar allgemeiner für Folgen von random partitions tending to the identity, was aber mehr Notation für die Definition des Begriffs erfordert.

#### Stratonowitsch-Integral
Für ein Semimartingal {\displaystyle Y} und ein adaptierter Càdlàg-Prozess {\displaystyle X}, sodass die quadratische Kovariation {\displaystyle \left[X,Y\right]} existiert, kann man das Stratonowitsch-Integral oder Fisk-Stratonowitsch-Integral (nach Ruslan Leontjewitsch Stratonowitsch und Donald Fisk) definiert durch
{\displaystyle {\begin{aligned}\int _{0}^{t}X_{s-}\circ \mathrm {d} Y_{s}&=\int _{0}^{t}X_{s-}\mathrm {d} Y_{s}+{\frac {1}{2}}\left[X,Y\right]_{t}-{\frac {1}{2}}\sum \limits _{0\leq s\leq t}\Delta Y_{s}\Delta X_{s}\\&=\int _{0}^{t}X_{s-}\mathrm {d} Y_{s}+{\frac {1}{2}}\left[X,Y\right]_{t}^{c}\end{aligned}}}
wobei {\displaystyle \int _{0}^{t}X_{s-}\mathrm {d} Y_{s}} das Itō-Integral und {\displaystyle \Delta Y_{s}=Y_{s}-Y_{s-}} der Sprung von {\displaystyle Y} an der Stelle {\displaystyle s} sind.
Daraus folgt ähnlich wie beim Ito-Integral eine anschaulichere Darstellung des Integrals:
Seien {\displaystyle Y} und {\displaystyle X} wie in der obigen Definition und gelte zusätzlich, dass {\displaystyle Y} und {\displaystyle X} keine Sprünge zum gleichen Zeitpunkt haben, d. h. {\displaystyle \sum \limits _{0\leq t}\Delta Y_{t}\Delta X_{t}=0}. Dann gilt für jede Folge reeller Zahlen {\displaystyle \left(T_{n}\right)_{n}} mit {\displaystyle \lim _{n\to \infty }T_{n}=\infty } und für jede Folge {\displaystyle \left(\pi _{n}\right)_{n}} von Partitionen des Intervalls {\displaystyle [0,T_{n}]} mit {\displaystyle \lim _{n\to \infty }\sup _{k}|t_{k+1}^{n}-t_{k}^{n}|=0} die Konvergenz
{\displaystyle \lim _{n\to \infty }\sum _{i}{\frac {1}{2}}(X_{t_{i}^{n}}+X_{t_{i+1}^{n}})(Y_{t_{i+1}^{n}\land t}-Y_{t_{i}^{n}\land t})=\int _{0}^{t}X_{s-}\,\mathrm {d} Y_{s}\quad {\text{in UCP}}}.
Auch hier gilt die Aussage noch allgemeiner für sequences of random partitions tending to the identity.

#### Vergleich der Integrale
Beim Itō-Integral wird der Integrand {\displaystyle X} also stets am Anfang des {\displaystyle h}-Intervalls ausgewertet, bei Stratonowitsch werden der Anfangs- und Endwert gemittelt. Bei gewöhnlichen (Riemann- oder Lebesgue-) Integralen von deterministischen (nicht zufälligen) und hinreichend glatten (beispielsweise stetigen) Funktionen hat dies keinen Einfluss auf das Ergebnis, doch im stochastischen Fall gilt: Sind {\displaystyle X} und {\displaystyle Y} nicht unabhängig, so kann das tatsächlich zu verschiedenen Werten führen (siehe Beispiel unten).

Eine Brownsche Bewegung und das Integral von

### Verallgemeinerungen

#### Integralbegriff nach Ogawa
Der Integralbegriff ist für nicht-adaptierte Integranden. Man bildet eine Zufallsreihe mit Hilfe eines orthonormalen Systems im {\displaystyle L^{2}}-Hilbertraum und lässt diese dann gegen das Ogawa-Integral konvergieren. Der entsprechende Kalkül wird nicht-kausales Kalkül genannt.

#### Integralbegriff nach Marcus
Eine Verallgemeinerung des Fisk-Stratonowitsch-Integrals auf allgemeine Semimartingale mit Sprüngen ist das Marcus-Integral. Stochastische Differentialgleichungen mit diesem Integralbegriff nennt man vom Marcus-Typ. Marcus entwickelte ein Kalkül, welches auf dem Kalkül von McShane basiert.

#### Integralbegriff nach Hitsuda-Skorochod
Eine Erweiterung des Itō-Integrals auf nicht-adaptierte Prozesse ist das Hitsuda-Skorochod-Integral. Das Integral ist ein Spezialfall des adjungierten Operators des Ableitungsoperator der Malliavin-Ableitung. Im Falle der Integrierbarkeit bezüglich der brownschen Bewegung und der Adaptierbarkeit des Integranden erhält man gerade das Itō-Integral. Alternativ lässt sich das Integral auch über die Wiener-Chaos-Zerlegung definieren.

#### Integralbegriff nach Walsh
Das Walsh-Integral ist ein Integral bezüglich eines Martingal-Maßes, um stochastische partielle Differentialgleichungen zu studieren. Das Integral wurde von John B. Walsh eingeführt. Von Robert C. Dalang existiert eine Erweiterung für distributionelle Integranden.

## Beispiele
- Sei {\displaystyle (W_{t}),t>0} ein (Standard-)Wiener-Prozess. Trivialerweise {\displaystyle \int _{a}^{b}\mathrm {d} W_{t}=W_{b}-W_{a}} für {\displaystyle a,b\geq 0}.
- Sei {\displaystyle (W_{t}),t>0} ein (Standard-)Wiener-Prozess. Zu berechnen ist das Itō-Integral {\displaystyle \int _{0}^{T}W_{t}\,\mathrm {d} W_{t}}. Schreibt man der Kürze halber {\displaystyle B_{i}:=W_{iT/n},\Delta B_{i}:=B_{i+1}-B_{i}} und benutzt man die Identität

{\displaystyle B_{i+1}^{2}-B_{i}^{2}=(B_{i+1}-B_{i})^{2}+2B_{i}(B_{i+1}-B_{i}),}
so erhält man aus obiger Integrationsvorschrift
{\displaystyle {\begin{aligned}I&=\lim _{n\to \infty }\sum _{i=0}^{n-1}B_{i}(B_{i+1}-B_{i})\\&=\lim _{n\to \infty }\left({\frac {1}{2}}\sum _{i=0}^{n-1}(B_{i+1}^{2}-B_{i}^{2})-{\frac {1}{2}}\sum _{i=0}^{n-1}(B_{i+1}-B_{i})^{2}\right)\\&={\frac {1}{2}}\lim _{n\to \infty }\sum _{i=0}^{n-1}(B_{i+1}^{2}-B_{i}^{2})-{\frac {1}{2}}\lim _{n\to \infty }\sum _{i=0}^{n-1}(\Delta B_{i})^{2}\\&={\frac {1}{2}}\lim _{n\to \infty }\left(B_{n}^{2}-B_{0}^{2}\right)-{\frac {T}{2}}\lim _{n\to \infty }{\frac {1}{n}}\sum _{i=0}^{n-1}\left({\sqrt {\frac {n}{T}}}\Delta B_{i}\right)^{2}.\end{aligned}}}
Benutzt man nun einerseits, dass {\displaystyle B_{0}=W_{0}=0,B_{n}=W_{T}} gilt, sowie andererseits die Eigenschaft, dass {\displaystyle \left({\sqrt {\frac {n}{T}}}\Delta B_{i}\right)^{2}} i.i.d. {\displaystyle \chi ^{2}}-verteilt ist (wegen der unabhängigen, normalverteilten Zuwächse der Brownschen Bewegung), so folgt mit dem Gesetz der großen Zahlen für den hinteren Grenzwert
{\displaystyle I={\frac {1}{2}}W_{T}^{2}-{\frac {T}{2}}.}
Um das entsprechende Stratonowitsch-Integral zu berechnen, nutzt man die Stetigkeit der Brownschen Bewegung aus:
{\displaystyle {\begin{aligned}S&=\lim _{n\to \infty }\sum _{i=0}^{n-1}{\frac {1}{2}}(B_{i+1}+B_{i})(B_{i+1}-B_{i})\\&=\lim _{n\to \infty }\sum _{i=0}^{n-1}{\frac {1}{2}}(B_{i+1}^{2}-B_{i}^{2})\\&=\lim _{n\to \infty }{\frac {1}{2}}(B_{n}^{2}-B_{0}^{2})\\&={\frac {1}{2}}W_{T}^{2}\end{aligned}}}
Itō- und Stratonowitsch-Integral über demselben Prozess führen also zu verschiedenen Ergebnissen, wobei das Stratonowitsch-Integral eher der intuitiven Ahnung aus der gewöhnlichen (deterministischen) Integralrechnung entspricht.

## Martingaleigenschaft
Der bei weitem am häufigsten verwendete Integrator {\displaystyle Y} ist eine Brownsche Bewegung. Der entscheidende Vorteil, den das Stratonowitsch-Integral nicht hat und der letztendlich dazu führte, dass sich das Itō-Integral weitgehend als Standard durchgesetzt hat, ist die folgende Eigenschaft:
Sei {\displaystyle Y} ein Lévy-Prozess mit konstantem Erwartungswert, {\displaystyle X} eine nicht vorgreifende beschränkte Funktion von {\displaystyle Y} und {\displaystyle t} (d. h., für jedes {\displaystyle t>0} ist {\displaystyle X_{t}} messbar bezüglich der σ-Algebra {\displaystyle \sigma (Y_{s};s<t)}, die von den Zufallsvariablen {\displaystyle Y_{s},\,s<t} erzeugt wird), so ist der Prozess
{\displaystyle t\mapsto \int _{0}^{t}X_{s}\,\mathrm {d} Y_{s}}
ein lokales Martingal bezüglich der natürlichen Filtrierung von {\displaystyle Y}. Unter zusätzlichen Beschränktheitsbedingungen ist der Integralprozess sogar ein Martingal.

## Anwendung: Itō-Prozess
Ausgehend vom Itōschen Integralbegriff ist es nun möglich, eine breite Klasse von stochastischen Prozessen zu definieren: Ein stochastischer Prozess {\displaystyle (X_{t})_{t\geq 0}} wird Itō-Prozess genannt, wenn es eine Brownsche Bewegung {\displaystyle (W_{t})_{t\geq 0}} und stochastische Prozesse {\displaystyle (a_{t}(X_{t},t))_{t\geq 0}}, {\displaystyle (b_{t}(X_{t},t))_{t\geq 0}} gibt mit
{\displaystyle \forall t\geq 0\colon X_{t}=X_{0}+\int _{0}^{t}a_{s}(X_{s},s)\,\mathrm {d} s+\int _{0}^{t}b_{s}(X_{s},s)\,\mathrm {d} W_{s}},
wobei angenommen wird, dass die beiden Integrale existieren. In Differentialschreibweise wird diese Gleichung als
{\displaystyle \mathrm {d} X_{t}=a_{t}(X_{t},t)\,\mathrm {d} t+b_{t}(X_{t},t)\,\mathrm {d} W_{t}}
notiert. Ein Itō-Prozess kann also als verallgemeinerter Wiener-Prozess mit zufälliger Drift und Volatilität angesehen werden.
Das Prädikat „{\displaystyle X} ist ein Itō-Prozess“ wird somit zu einem stochastischen Pendant zum Begriff der Differenzierbarkeit. Ausgehend hiervon wurden dann von Itō selbst die ersten stochastischen Differentialgleichungen definiert.
Hängen der Driftkoeffizient {\displaystyle a_{t}} und der Diffusionskoeffizient {\displaystyle b_{t}} nicht von der Zeit ab, so spricht man von Itō-Diffusion; hängen sie zusätzlich von der Zeit ab, so liegt dagegen ein allgemeinerer Itō-Prozess vor.
Durch zahlreiche Anwendungen in der mathematischen Modellierung, insbesondere in der statistischen Physik und der Finanzmathematik, hat sich der Itō-Kalkül inzwischen zu einem unverzichtbaren mathematischen Werkzeug entwickelt.